# Кремния диоксид коллоидный
Кремния диоксид коллоидный — форма диоксида кремния. В коллоидной форме применяется в медицине в качестве энтеросорбента (Алесорб, Сорбоксан, Фортесорб, Альфасорб,Полисорб МП) и наружно при гнойно-воспалительных заболеваниях мягких тканей (гнойные раны, флегмона, абсцесс, мастит). Кроме того ввиду высокого уровня безопасности во многих странах Европы, Азии энтеросорбенты на основе диоксида кремния представлены в форме диетических (пищевых) добавок и могут быть реализованы вне аптек.
Сорбционная поверхность энтеросорбентов на основе кремния диоксида коллоидного находится в интервале 300—400 м² на 1 г основного вещества.

## Механизм действия
При попадании в воду присоединяет к себе гидроксильные группы и формирует сложную пространственную структуру, её особенностью является то, что сорбция молекул токсинов, избыточных продуктов обмена веществ, антигенов, микроорганизмов происходит на поверхности частиц, в местах связи оксида кремния с гидроксильными группами. В водной суспензии таких частиц много и их суммарная сорбционная площадь достаточно велика. Сорбция идёт на поверхности, поэтому он может фиксировать и выводить вещества с любой, в том числе и с очень большой молекулярной массой (например, аллергены, микроорганизмы), поэтому препарат можно применять и для лечения аллергии.
В просвете желудочно-кишечного тракта препарат связывает и выводит из организма эндогенные и экзогенные токсические вещества различной природы, включая патогенные бактерии и бактериальные токсины, антигены, аллергены, лекарственные препараты и яды, соли тяжелых металлов, радионуклиды, а также некоторые продукты обмена веществ, в том числе избыток билирубина, мочевины, холестерина и липидных комплексов, продукты распада алкоголя и метаболиты, ответственные за развитие эндогенного токсикоза. Преимущественное выведение токсинов с сохранением нормальных компонентов флоры и полезных веществ связано с переизбытком их патогенных структур в кишечнике и плохой фиксацией их к слизистой оболочке. Нормальная же микрофлора достаточно плотно фиксирована между ворсинок кишечника и поэтому активно не выводится. Пристеночное пищеварение не нарушается, так как суспензия препарата свободно выводится из организма и нигде не задерживается, в том числе и между ворсинок, не повреждая слизистую оболочку пищеварительного тракта.
После приёма внутрь кремния диоксид не расщепляется и не всасывается. Полностью выводится из организма естественным путём в неизменном виде.
При взаимодействии кремния диоксида с лекарственными средствами возможно снижение лечебного эффекта одновременно принимаемых внутрь лекарств. Для профилактики рекомендуется разобщать приём других препаратов на 1—2 часа.

## Применение
Энтеросорбенты на основе кремния диоксида коллоидного в форме таблеток и порошков для приготовления суспензии рекомендованы к приёму при острых кишечных инфекциях, пищевых токсикоинфекциях, аллергических реакциях, эндогенных и экзогенных интоксикациях, острых отравлениях сильнодействующими и ядовитыми веществами; похмелье; гнойно-воспалительных заболеваниях мягких тканей (порошкообразные формы). Нередко назначается врачами при беременности. Скорость действия порошковых энтеросорбентов быстрее, чем у форм в таблетках.
Противопоказан при язвенной болезни желудка и двенадцатиперстной кишки (в фазе обострения); порошкообразные формы наружно не применяются при чистых гранулирующих и асептических ранах.

## Побочные действия
Редко — аллергические реакции, диспепсия, запоры. Для профилактики возникновения запоров, связанных с применением диоксида кремния, рекомендуется увеличить количество принимаемой жидкости. Включение в состав сорбента дополнительных компонентов (например, микрокристаллической целлюлозы) позволяет снизить риск запоров.
При длительном (более 14 дней) приёме препарата возможно нарушение всасывания витаминов и кальция, в связи с чем рекомендуется профилактический приём поливитаминных препаратов и препаратов кальция, а также рекомендованы перерывы между курсами после 14 дней приёма.